# 卡利廷卡
48°37′29″N 28°15′15″E / 48.62472°N 28.25417°E
卡利廷卡（羅馬化：Kalytynka）是烏克蘭的村落，位於該國西南部文尼察州，由日梅林卡區負責管轄，始建於1750年，面積23.8平方公里，海拔高度227米，2001年人口780，人口密度每平方公里32.77人。